# Chink Martin

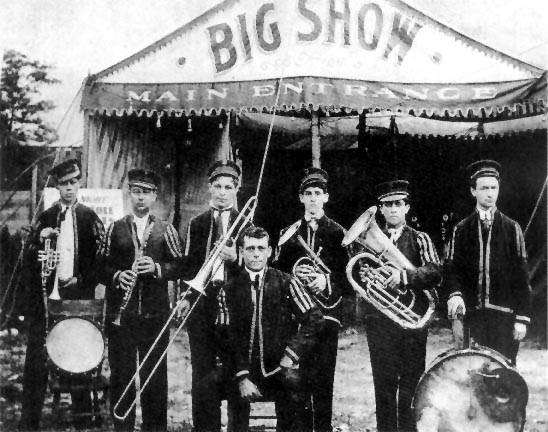
Papa Jack Laine (zittend) met zijn band, met onder meer Martin Abraham (tweede van rechts) en Alcide Nunez (tweede van links), in 1910

Martin Abraham (beter bekend als Chink Martin) (New Orleans, 10 juni 1889) - aldaar, 7 januari 1981)) was een Amerikaanse muzikant in de New Orleans-dixielandjazz en in de Chicago-jazz. Hij speelde tuba en contrabas.

## Biografie
Chink Martin speelde als kind gitaar, stapte daarna over op de viool en de mandoline. en koos daarna definitief voor de tuba. Hij begon zijn loopbaan in 1910 als tubaspeler in de Reliance Brass Band van Papa Jack Laine (zie foto). In de jaren tien speelde hij ook bij andere brassbands in de stad. In 1923 reisde hij naar Chicago en speelde daar met de New Orleans Rhythm Kings, waarmee hij ook zijn eerste opnames vastlegde. Tevens maakte hij toen (nooit uitgebrachte) opnames met Leon Roppolo. Terug in New Orleans maakte hij opnames met (opnieuw) The Rhythm Kings, nu als bandlid. Hij werkte samen met John Bayersdorffer en Freddie Newman en speelde met Halfway House Orchestra (opnames als tubaspeler en bassist),  New Orleans Harmony Kings onder leiding van drummer Tom Earley en, later, de New Orleans Swing Kings. In de jaren 30 was hij ook actief als studiomuzikant voor radiostation WSMB. In de decennia erop werkte hij als freelancer in New Orleans, met de bas of de tuba, en werkte hij samen met onder meer Sharkey Bonano, Santo Pecora, Pete Fountain, Al Hirt en Doc Souchon. Sinds de jaren 60 speelde hij bas bij de Crawford-Ferguson Night Owls. In 1963 kwam hij met een album onder eigen naam.
Chink Martin is vader van de bassist Martin 'Little Chink' Abraham, Jr. en broer van de musicus Willie Abraham.